# Ocupi
Ocupi es un yacimiento arqueológico del Perú, de la era prehispánica, cuya construcción destina vivienda, control, almacén y como centro de adoración. Está ubicado en el valle del Mantaro, a unos 24 km al norte de la ciudad de Huancayo, a faldas del cerro Jerusalén del distrito de Santa Rosa de Ocopa, provincia de Concepción, departamento de Junín, y a 3666 m s.n.m.
Fue declarado Patrimonio Cultural de la Nación mediante Resolución Directoral Nacional N° 1330/INC-2000.

## Descripción
Los vestigios arqueológicos de Ocupi corresponden a un periodo comprendido entre los años 1100 y 1470 d. C. y son parte de la cultura Wanka, que floreció durante el periodo intermedio tardío. En este sitio se han encontrado viviendas, instalaciones de control militar, almacenes y lugares de culto.
Se encuentra a espaldas del Convento de Santa Rosa de Ocopa, a faldas del cerro Jerusalén. La mayor parte de sus construcciones son de forma circular, se llaman colcas o almacenes, y tienen aproximadamente 2.00 m. de radio aunque también existen de 4.00 m y 6.00 m de radio. Los muros de piedra son de 1.00 m de ancho. por otro lado existen construcciones rectangulares de 6m de largo por 3m de ancho.

## Historia
Una explicación histórica apropiada de la cultura que se desarrolló en esta región representa una valiosa oferta cultural, de interés tanto para los estudiosos como para aquellos que desean conocer la historia de los pueblos y las características que perduran en la población actual.